# Замятин, Матвей Иванович
Матве́й Ива́нович Замя́тин (6 августа 1877; станица Челябинская, по другим данным ст. Еткульская, 3-й военный отдел Оренбургского казачьего войска — ?) — российский военный, полковник. Участник Русско-японской войны, Первой мировой войны, активный участник Гражданской войны на Урале и в Сибири со стороны белых.

## Биография
Происходил из оренбургских казаков. Окончил Оренбургское казачье юнкерское училище по 1-му разряду. На службе с 1899 года. Был последовательно хорунжим (с 1901), сотником (с 1905), подъесаулом (c 1909), есаулом (с 1913), войсковым старшиной (с 1915), полковником (с 1918).
Во время Русско-японской войны (1904—1905) служил в 11-м Оренбургском казачьем полку. В 1904 году совершил рейд в тыл японцам на 100 км.
С 1908 года служил в 1-м Оренбургском казачьем полку. В 1914 году — во 2-м Оренбургском казачьем полку, затем — в 15-м Оренбургском казачьем полку, где был командиром сотни (1914—1917). В 1915 году был награждён Георгиевским оружием за бои 1914 года с формулировкой в Высочайшем приказе: «За то, что 13—14 декабря 1914 г. в боях у д. Выдераков и Поток, командуя сотней и не оставляя своих основных задач по разведке и охране фланга дивизии, по собственному почину установил постоянную связь между двух наступающих в расходящихся направлениях, находящихся под сильным действительным огнём противника».
В 1916 году был назначен помощником командира 13-го Оренбургского казачьего полка. В 1918 году был избран делегатом войскового круга Оренбургского казачьего войска.
Во время Гражданской войны был приговорён большевиками к смертной казни, но бежал из-под ареста в Западную Сибирь (Новониколаевск). Был избран начальником добровольческих сибирских формирований и командирован во 2-й и 3-й военные отделы Оренбургского казачьего войска для поднятия восстания. В 1918 году командовал всеми пешими и конными казачьими частями Челябинского и Троицкого уездов и казачьими частями Челябинского района. С июля 1918 года находился на Миасском фронте. Был командирован для связи с Амурским, Уссурийским, Иркутским и Забайкальским казачьими войсками. В 1919 году командовал 1-й отдельной казачьей бригадой Оренбургской армии.

## Награды
- Орден Святой Анны 4-й степени (1904—1905)
- Орден Святого Станислава 3-й степени (1904]—1905)
- Орден Святой Анны 2-й степени (1915, за бои 1914 года)
- Георгиевское оружие (1915, за бои 1914 года)